# فینسک
فینِسک یکی از روستاهای طبری زبان شهرستان مهدیشهر در استان سمنان است. بر پایه سرشماری سال ۱۳۸۵، جمعیت این روستا ۲۵ نفر (۷ خانوار) و در سال ۱۳۷۵، ۵۹ نفر (۱۴ خانوار) بوده است.